# アリソン・レスロフト
アリソン・レスロフト（Alison Retzloff、1981年2月1日 - ）は、アメリカ合衆国の女性声優。テキサス州アーガイル出身。

## 経歴
2003年にカリフォルニア・ルーテル大学を卒業、2004年に声優デビュー。2005年に結婚。

## 出演
太字はメインキャラクター。

### テレビアニメ
1994年
- 幽☆遊☆白書（真田風吹（追加声））

1996年
- 名探偵コナン（江戸川コナン）

1997年
- ドラゴンボールGT（バッキー）

2000年
- ルパン三世 1$マネーウォーズ

2002年
- キディ・グレイド（ヴィオラ）
- スパイラル 〜推理の絆〜（少年）

2003年
- 君が望む永遠（天川蛍）

2004年
- 爆裂天使（エイミー）
- スクールランブ（花井春樹（幼少期））
- 砂ぼうず（罪子）

2005年
- 魔法先生ネギま!（鳴滝風香）

2012年
- とある魔術の禁書目録（白井黒子）

2013年
- 僕は友達が少ない（羽瀬川小鳩）

2014年
- スペース☆ダンディ（QT）
- ハイスクールD×D（ギャスパー・ヴラディ）

2015年
- FAIRY TAIL（シェリア・ブレンディ）
- ノブナガン（レモン/ジェロニモ）

2016年
- 三者三葉（竹園優）
- ばらかもん（琴石なる）
- ストライクウィッチーズシリーズ（ロザリー・ド・エムリコート・ド・グリュンネ）
- ケイオスドラゴン 赤竜戦役（可イ）
- 刀剣乱舞-花丸-（鳴狐）

2017年
- AKIBA'S TRIP-THE ANIMATION-（水道橋）
- 小林さんちのメイドラゴン（真ヶ土翔太）
- 艦隊これくしょん -艦これ- (アニメ)（弥生）
- アニメガタリズ（上井草有栖）
- 徒然チルドレン（飯島香菜）

2018年
- 覇穹 封神演義（黄天祥）
- コンクリート・レボルティオ〜超人幻想〜（風郞太）

2019年
- ブギーポップは笑わない（橋坂真）
- えんどろ〜!（マオ）
- 賢者の孫（シン ウォルフォード）（幼少期）

### 劇場アニメ
1997年
- 名探偵コナン 時計じかけの摩天楼（江戸川コナン）

1998年
- 名探偵コナン 14番目の標的（江戸川コナン）

1999年
- 名探偵コナン 世紀末の魔術師（江戸川コナン）

2000年
- 名探偵コナン 瞳の中の暗殺者（江戸川コナン）

2001年
- 名探偵コナン 天国へのカウントダウン（江戸川コナン）

2002年
- 名探偵コナン ベイカー街の亡霊（江戸川コナン）